# Werner Kern (Chemiker)
Werner Josef Kern (* 9. Februar 1906 in Tiengen, heute Teil von Waldshut-Tiengen; † 18. Januar 1985) war ein deutscher Chemiker.

## Leben
Der Sohn des Notars und Oberjustizrats Konrad Kern jun. und dessen Frau Anna Maria Theresia Haungs studierte von 1924 bis 1928 Chemie und Physik in Freiburg und Heidelberg. Die Promotion erfolgte 1930 bei Hermann Staudinger mit der Arbeit Über Polyoxymethylen, ein Modell der Cellulose, an der sich die Habilitation Über Polyacrylsäure, ein Modell des Eiweiße anschloss. Von 1939 bis 1945 arbeitete er für die Kunststoffabteilung Farbwerke Hoechst, bevor er ab 1945 als Privatdozent in Freiburg tätig war.
Er wurde 1946 zum Professor an der Johannes-Gutenberg-Universität in Mainz berufen, wo er 1974 emeritiert wurde. Kern war 1971 mit Günter Victor Schulz der erste Preisträger des Hermann-Staudinger-Preises der GDCh.
Kern gilt als einer der bedeutendsten Pioniere auf dem Gebiet der präparativen makromolekularen Chemie. Seine Arbeiten auf dem Gebiet der Formaldehydpolymeren legte die Grundlage für industrielle Polymere, etwa Hostaform C von Hoechst. Schon in einem Artikel von 1938 über vernetzende Copolymerisation von Acrylsäure mit Divinylverbindungen legte Kern die Grundlage für die Technik der heute als „Superabsorber“ bezeichneten Produkte, die zum Beispiel in Babywindeln eine breite Anwendung finden.
Werner Kern heiratete Elfriede Berta Baier 1935 in Karlsruhe. Sie war die Tochter des Archivdirektors und Sekretärs der Badischen Historischen Kommission Dr. Hermann Baier und der Frieda Baumann.
Sein Großvater Konrad Kern sen. war 1871–1877 Bürgermeister in Bühlertal.
Sein Sohn Herbert Kern (geb. 1944) war Oberstudienrat in Horb am Neckar.
Sein Enkel Timm Kern ist ebenfalls Oberstudienrat und seit 2011 Landtagsabgeordneter der FDP/DVP-Fraktion in Stuttgart.